# Jacob Beautemps
Jacob Beautemps (* 24. September 1993 in Essen) ist ein deutscher YouTuber, Moderator und Wissenschaftsjournalist. Beautemps moderiert seit 2018 den YouTube-Kanal Breaking Lab und ist seit 2020 Gastgeber des mehrtägigen Liveevents YouTopia.

## Leben
Beautemps wuchs im nordrhein-westfälischen Essen auf. Nach dem Abitur studierte er Physik und Sozialwissenschaften an der Universität zu Köln. Neben dem Studium jobbte er bei der Produktionsfirma i&u TV und setzte dort hinter der Kamera den YouTube-Kanal Phil's Physics mit Philip Häusser um. Nachdem Häusser Mitte 2018 aus dem Projekt ausstieg, entschied die Produktionsfirma, den Kanal im November 2018 unter dem neuen Namen Breaking Lab, mit verändertem Konzept und mit Jacob Beautemps als Gesicht vor der Kamera, fortzusetzen. Im Dezember 2019 überschritt Breaking Lab die Marke von 100.000 Abonnenten, im Juni 2022 die Marke von 500.000 Abonnenten.
Im Sommer 2022 erhielt er mit Science for Future ein eigenes Doku-Format in der ARD Mediathek. Beautemps tritt auch regelmäßig als Redner sowie als Gast in Fernsehsendungen auf.
2024 promovierte er am Institut für Physikdidaktik der Universität zu Köln zu der Frage, wie Schüler mit YouTube-Videos lernen.

## YouTube-Karriere
Auf dem von Beautemps moderierten YouTube-Kanal „Breaking Lab“ stehen naturwissenschaftliche Themen im Fokus. Regelmäßig wird über neue Technologien sowie Entwicklungen in den Bereichen Mobilität, Erneuerbare Energien, Nachhaltigkeit und Medizin berichtet. Neue Videos erscheinen üblicherweise zwei Mal pro Woche. Dazu kommen regelmäßig Livestreams.
Sein erster Livestream überhaupt war ein mehr als dreistündiges Projekt mit dem Titel Wir gegen Corona zu Beginn der Corona-Pandemie im März 2020. Dabei interviewte er gemeinsam mit anderen bekannten YouTubern live Gäste wie z. B. den damaligen Bundesgesundheitsminister Jens Spahn, den damaligen nordrhein-westfälischen Ministerpräsidenten Armin Laschet und die Infektiologin Marylyn Addo.
Im September 2020 fand erstmals das von Beautemps gemeinsam mit der Produktionsfirma i&u TV entwickelte Live-Event YouTopia statt. Beautemps und mehrere weitere bekannte Influencer leben mehrere Tage unter einer Kuppel und machen mit teils informativen, teils unterhaltsamen Programmpunkten auf den Klimawandel aufmerksam. Das Geschehen wird ähnlich wie bei Big Brother non-stop gefilmt und gestreamt. Während des Events kommen zahlreiche Gäste in die Kuppel. Im Jahr 2020 und bei der zweiten Ausgabe im Jahr 2021 waren neben Influencern und Wissenschaftlern auch Politiker wie Karl Lauterbach, Julia Klöckner, Aminata Touré, Saskia Esken und Cem Özdemir sowie Fernsehpersönlichkeiten wie Barbara Schöneberger, Günther Jauch, Olivia Jones, Eckart von Hirschhausen, Ranga Yogeshwar und Thore Schölermann dabei. Ende 2021 wurde in Paris erstmals eine französische Adaption von YouTopia umgesetzt.
Seit Oktober 2020 ist Beautemps auch regelmäßig an der Seite von Julia Beautx und HeyMoritz in dem DIY-Kanal Mach mal mit OBI der Baumarktkette OBI zu sehen.

## Fernsehauftritte
- Stern TV, mehrere Auftritte seit 2019
- 5 gegen Jauch, mehrere Auftritte 2020 und 2021
- Tigerenten Club, mehrere Auftritte seit 2021[16]
- Science for Future, eigene Doku-Reihe für SWR / ARD Mediathek ab 4. August 2022[4]

## Bücher
- mit Doris Mendlewitsch: Unsere Zukunft neu denken. Innovationen, die unser Leben besser machen, ISBN 978-3-596-71158-1

## Auszeichnungen
- Fast Forward Science Award 2020 in der Kategorie „Vision“ für Breaking Lab[17]
- Goldene Kamera Digital Award 2020 in der Kategorie „Best of Information“ für Breaking Lab (Nominierung)[18]
- Deutscher Preis für Onlinekommunikation 2020 in der Kategorie „Purpose Driven Communications“ für YouTopia (Nominierung)[19]
- Klicksafe Preis für sichere Infos im Netz 2020 für Breaking Lab (Nominierung)[20]
- NRW-Medienpreis für entwicklungspolitisches Engagement 2021 für YouTopia[21]
- International Format Award 2022 in der Kategorie „Best Multi-Platform Format“ für YouTopia (Nominierung)[22]
- Fast Forward Science Award 2022 in der Kategorie „Tandem“ für Breaking Lab[23]
- Medaille für naturwissenschaftliche Publizistik 2024[24]